# Kasper Høgh
Kasper Waarts Thenza Høgh (* 6. Dezember 2000 in Randers) ist ein dänischer Fußballspieler.

## Sportlicher Werdegang
Høgh wuchs im Randers-Vorort Haslund auf und begann mit dem Fußballspielen beim lokalen Klub Vorup FB. Später wechselte der Stürmer in den Nachwuchsbereich des Randers FC. Im Frühjahr 2018 rückte er in den Kader der Wettkampfmannschaft auf, dort debütierte er im April in der Superliga. Parallel entwickelte er sich zum Juniorennationalspieler und lief zeitweise für die dänischen U-18- und U-19-Auswahlmannschaften auf. Während er zunächst weiterhin hauptsächlich für die Jugendmannschaften auflief, kam er parallel unregelmäßig bei den Profis zu Einsatzminuten. Nach Ende der Spielzeit 2019/20, in deren Verlauf er acht Meisterschaftseinsätze verbuchen konnte, entschied sich der Klub daher, ihn bis zum Jahresende an den isländischen Klub Valur Reykjavík zu verleihen. Zwar kam er auch in der Besta deild nur zu einer Handvoll Einsätze, gewann aber am Ende der Spielzeit 2020 den nationalen Meistertitel. Im Winter kehrte er zurück, konnte sich aber in der Rückrunde der Spielzeit 2020/21 beim Randers FC erneut nicht durchsetzen.
Høgh wechselte im Sommer 2021 zum seinerzeitigen Zweitligisten Hobro IK. Sich schnell als Stammspieler etablierend, erzielte er bis zur Winterpause vier Tore in zwölf Ligaspielen. Daraufhin holte Aalborg BK auch nach überzeugender Leistung als Gast im Wintertrainingslager auf Malta ihn im Januar 2022 zurück in die höchste dänische Spielklasse. Nach einer überzeugenden Rückrunde in der Superliga-Spielzeit 2021/22 rückte er in der folgenden Spielzeit ins zweite Glied und wurde ab Januar 2023 für die komplette Spielzeit 2023 an Stabæk Fotball in die norwegische Eliteserien verliehen. Im Sommer des Jahres übte der Klub eine vertraglich vereinbarte Kaufoption aus, die den Spieler bis Ende 2025 band.
Im Oktober 2023 kaufte der norwegische Ligakonkurrent FK Bodø/Glimt Høgh mit Wirkung zum 1. Januar 2024 aus dem bestehenden Vertragsverhältnis. In der Spielzeit 2024 war er mit zwölf Saisontoren vereinsintern bester Torschütze, als der Klub seinen Meistertitel verteidigte. Parallel reüssierte er auch in der UEFA Europa League 2024/25 als regelmäßiger Torschütze: mit sieben Treffern im Wettbewerb wurde er gleichauf mit Bruno Fernandes von Finalist Manchester United und Ayoub El Kaabi von Olympiakos Piräus Torschützenkönig, zudem scheiterte er mit der Mannschaft erst im Semifinale am späteren Titelträger Tottenham Hotspur. Auch in der Spielzeit 2025 gehörte er in der norwegischen Meisterschaft zu den regelmäßigen Torschützen und überbot bereits Anfang August mit seinem 13. Saisontreffer die Bilanz des Vorjahres.